# International Society of Cryptozoology
La International Society of Cryptozoology o Sociedad Internacional de Criptozoología (ISC, por sus siglas en inglés) fue fundada en 1982 en Washington D. C. como un centro académico para la documentación y evaluación de evidencia sobre la existencia no verificada de animales, es decir, especies animales que han sido registradas de alguna manera, pero que cuya existencia no ha sido probada científicamente. El estudio de tales animales es conocido como criptozoología y también este ha sido el nombre escogido para la publicación de la sociedad científica: Criptozoology.

## Actividad
El Presidente de la ISC era Bernard Heuvelmans; su vicepresidente, Roy Mackal; y el secretario, J. Richard Greenwell (fallecido en 2005), de la University of Arizona. Loren Coleman, John Willison Green y varios otros criptozoólogos prominentes fueron bien miembros vitalicios, miembros honorarios o miembros de la Junta. El emblema oficial de la sociedad era el okapi, escogido porque si bien era bien conocido por los habitantes de su región, era ignorado por la comunidad científica hasta 1901.
La revista Cryptozoology fue publicada de 1982 a 1996. La Sociedad también publicó ISC News. Según la revista Cryptozoology, la ISC servía "como un punto focal para la investigación, análisis, publicación y discusión de todos los temas relativos a los animales de forma o tamaño inusitado o de ocurrencia inesperada en espacio y tiempo."
La ISC puso fin a sus actividades en 1998 debido a problemas financieros, aunque se mantuvo una página web hasta 2005.